# Aname distincta
Espèce
Synonymes
- Ixamatus distinctus Rainbow, 1914

Aname distincta est une espèce d'araignées mygalomorphes de la famille des Anamidae.

## Distribution
Cette espèce est endémique du Queensland en Australie. Elle se rencontre vers Eidsvold.

## Description
La carapace de la femelle holotype mesure 10 mm de long sur 7,6 mm et l'abdomen 11 mm de long sur 7,6 mm.
La femelle décrite par Wilson, Harvey, Simmons et Rix en 2025 mesure 25,33 mm.

## Systématique et taxinomie
Cette espèce a été décrite sous le protonyme Ixamatus distinctus par Rainbow en 1914. Elle est placée dans le genre Aname par Raven en 1980.
Aname villosa et Dolichosternum attenuatum, placées en synonymie par Raven en 1981 ont été relevées de synonymie par Wilson, Harvey, Simmons et Rix en 2025.

## Publication originale
- Rainbow, 1914 : « Studies in the Australian Araneidae. No. 6. The Terretelariae. » Records of the Australian Museum, vol. 10, p. 187-270 (texte intégral).